# Peter Roquette
Peter Jaques Roquette (Königsberg, 8 de outubro de 1927) é um matemático alemão.
Seus campos de trabalho são principalmente geometria algébrica, álgebra e teoria dos números.
Roquette estudou em Erlangen, Berlim e Hamburgo, com doutorado em 1953 na Universidade de Hamburgo, orientado por Helmut Hasse, com a tese Arithmetischer Beweis der Riemannschen Vermutung in Kongruenzfunktionenkörpern beliebigen Geschlechts, na qual apresentou uma nova prova da hipótese de Riemann para um corpo de funções algébricas sobre um corpo constante finito (primeiramente provado por André Weil em 1940).

## Obras
- Analytic theory of elliptic functions over local fields. Vandenhoeck und Ruprecht 1970.
- com Franz Lemmermeyer (Herausgeber): Die Korrespondenz von Helmut Hasse und Emmy Noether 1925 bis 1935. Niedersächsische Staats- und Universitätsbibliothek 2006.
- com Günther Frei (Herausgeber): Emil Artin und Helmut Hasse - die Korrespondenz 1923-1934, Universitätsverlag Göttingen 2008
- The Brauer-Hasse-Noether Theorem in Historical Perspective. Schriften der Mathem.-Naturwiss. Klasse der Heidelberger Akademie der Wissenschaften, Springer-Verlag 2005.
- Anthony V. Geramita, Paulo Ribenboim (Hrsg.): Collected Papers of Peter Roquette. 3 Bände. Queens Papers in Pure and Applied Mathematics Bd.118, Kingston, Ontario, Queens University, 2002.
- com Alexander Prestel: Formally {\displaystyle p}-adic Fields. Lecture Notes in Mathematics, Springer-Verlag 1984.